# Torchy

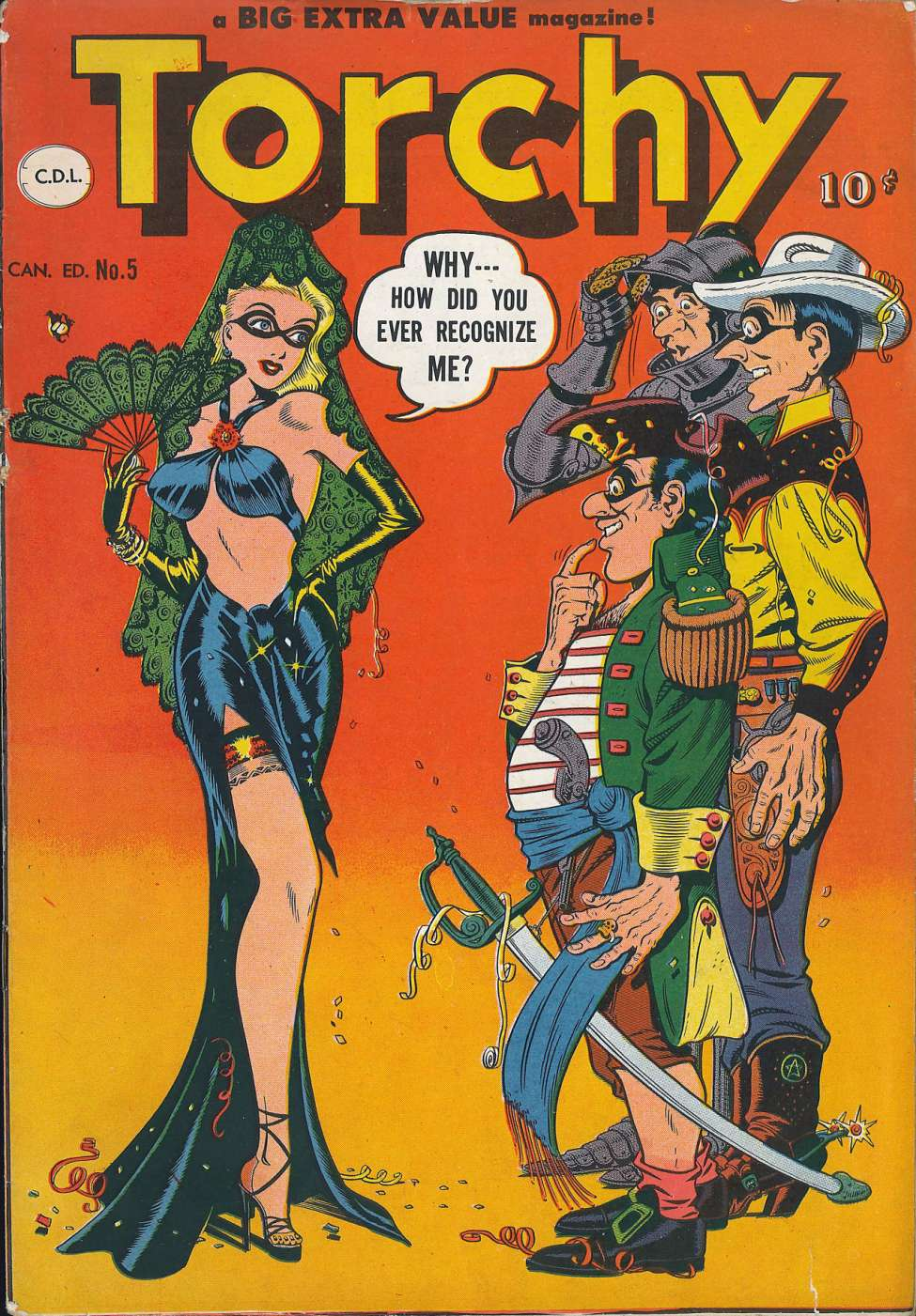
Torchy #5 (julho de 1950, Quality Comics), arte de Bill Ward

Torchy é uma tira, assim como, e principalmente, uma série de história em quadrinhos americanos para adultos  que apresenta o ingênuo Torchy Todd, criado pelo desenhista americano de "good girl art" Bill Ward. O personagem foi selecionado no 97 lugar na lita 100 Sexiest Women in Comics da Comics Buyer's Guide's de 2011. 